# Lenguas bura-marghi
Las lenguas bura-marghi constituyen un subgrupo del grupo biu-mandara de la rama chádica de las lenguas afroasiáticas. Están formadas por ocho lenguas habladas en el este de Nigeria.

## Comparación léxica
Los numerales en diferentes lenguas bura son:
| GLOSA | Bura- Pabir | Cibak   | Huba (Kilba) | Marghi central | Marghi merid. | Nggwahyi | Putai  | PROTO- BURA- MARGHI |
| ----- | ----------- | ------- | ------------ | -------------- | ------------- | -------- | ------ | ------------------- |
| '1'   | ntàŋ        | tə̀ŋ     | dzàŋ         | taŋ            | tà'ú          | tə̀ŋ      | təŋ    | *taŋ                |
| '2'   | sùɗà        | sudæ̀    | mətlù        | mɨɬù / sɪɗàŋ   | sə̀ɗà'u/ mə́tɬú | sɪɗà     | suɗà   | *suɗà / (*mitɬu)    |
| '3'   | màkə̀r       | makùr̃   | màkərù       | makùr̃          | màkə̀r         | makùr̃    | makùr  | *makur̃              |
| '4'   | fwàr        | fwòɗu   | fòɗù         | fwoɗù          | fwáɗú         | fwə̀r̃     | fwoɗu  | *fwaɗu              |
| '5'   | ntìfù       | tufù    | tùfù         | ntɪfù          | tə́ffú         | tufù     | tufù   | *(n-)tifu           |
| '6'   | nkwà        | ŋ̀kwà    | kwà          | ŋ̀kwà           | kwà           | nkwɔ̀     | kwa    | *(n-)kwa            |
| '7'   | mùrfà       | murɨfwæ̀ | məɗəfà       | mɪɗɪfù         | mə̀də̀fàù       | mur̃fà    | muɗɨfɛ̀ | *muɗɨfa             |
| '8'   | cìsù        | ntsisù  | cìsù         | nʦisù          | císsú         | ncis     | ncɪsù  | *(n-)cisu           |
| '9'   | ùmðlà       | mɨðæ    | dlà          | ḿðù            | ə̀ldlàù        | mɪða     | mðɛ̀    | *mɨðla              |
| '10'  | kùmà        | kuma    | kùmà         | kumu           | kùmòù         | kuma     | kuma   | *kuma               |